# Пиратская партия Италии
Пиратская партия Италии (итал. Partito Pirata Italiano) — политическая партия Италии. Основана на модели Шведской партии Пиратов. Основные требования — реформировать законы о неприкосновенности частной жизни, о патентных, авторских и интеллектуальных правах и о свободе слова.. Эта партия состоит в Пиратском Интернационале и вошла в левый список «Другая Европа за Алексиса Ципраса» на выборах 2014 года в Европарламент.

## Политика
У итальянской партии пиратов нет представительства в государственных органах власти Италии, хотя они выражали надежду на то, что в случае изменения законодательства и проведения выборов кто-нибудь из членов партии сможет избраться в парламент и провести нужные реформы.
Партия не одобряет и не поддерживает (ни прямо, ни косвенно) любые действия, которые нарушают действующее законодательство. Однако она способствует изменению действующего законодательства в целях защиты прав граждан, потребителей, разработчиков и операторов, делая его сбалансированным и социально приемлемым